# 大賀寛
大賀 寛（おおが ひろし、1929年（昭和4年）3月3日 - 2017年（平成29年）7月31日）は、日本の声楽家（バリトン）、音楽教育者。日本オペラ協会の創立者であり、長年総監督を務めた。妻は大賀美都子（旧姓：大谷）。

## 経歴
京都府京都市出身。1955年（昭和30年）東京藝術大学音楽学部声楽科卒業。長門美保歌劇団公演ドヴォルザーク『ルサルカ』日本初演や、藤原歌劇団青年グループへの参加など、バリトン歌手として多くのオペラ公演に出演する傍ら、1958年（昭和33年）教育オペラ協会を設立。1960年（昭和35年）教育オペラ研究会が日本オペラ研究会に改称。1970年（昭和45年）日本オペラ研究会が日本オペラ協会に改称。1972年（昭和47年）頃から、歌手からスタッフへ活動を移していく。1977年（昭和52年）日本オペラ協会総監督に就任。1981年（昭和56年）藤原歌劇団とともに、財団法人日本オペラ振興会に事業を委譲し、日本オペラ協会は同財団のオペラ公演事業部門における日本オペラ部門の名称となり、団体としては消滅する。
新法人への事業委譲の後も、引き続き日本オペラ協会総監督として、一貫して日本オペラの創造、日本語唱法の確立を願いとして活動を続ける。日本オペラ協会が初演した日本オペラは数多く、1965年（昭和40年）に開始した「日本オペラシリーズ」での主な制作作品としては、牧野由多可『黒塚』（1974年（昭和49年）初演）、三木稔『春琴抄』（1975年（昭和50年）初演）、水野修孝『天守物語』（1979年（昭和54年）初演）、三木稔『あだ』（1984年（昭和59年）日本初演）、原嘉壽子『祝い歌が流れる夜に』（1984年（昭和59年）初演）、水野修孝『美女と野獣』（1989年（平成元年）初演）、原嘉壽子『よさこい節』（1990年（平成2年）初演）等がある。
第11回より日本歌曲連続演奏会（2019年（平成31年）5月までに69回開催）の監督指導を務めた（第67回まで）。
1988年（昭和63年）10月、日本オペラ協会の“ワルシャワの秋”音楽祭参加では団長を務めている。
公益財団法人日本オペラ振興会常任理事、公益財団法人新国立劇場運営財団評議委員、上野学園大学講師。一般社団法人波の会日本歌曲振興会日本歌曲コンクール審査員を歴任した。昭和音楽大学名誉教授。
音楽教育者として、日本歌曲集や童謡・唱歌の編纂や著書の執筆も手掛けている。門下生としては、二見忍、川合玲子、十日谷正子、千葉弘樹、鈴木芳惠、成田博之、内木由美子、RICO神島、甲本順子、高山ゆみこ、橋本寛、小髙深雪、廣瀬皆子、武井優希などがいる。
2017年（平成29年）7月31日、心臓病のため死去。88歳没。葬儀は近親者のみで執り行われ、同年9月10日に「大賀寛先生お別れの会」が東京・西浅草の東本願寺慈光殿で執り行われた（主催：公益財団法人日本オペラ振興会）。
2018年（平成30年）5月の日本歌曲連続演奏会第68夜は「大賀寛前総監督を偲んで」と題して行われた。

## 主な受賞（受章）歴
- 1985年（昭和61年）第35回芸術選奨文部大臣賞（音楽部門）『祝い歌が流れる夜に』の制作に対して
- 1985年度（昭和61年度）第13回ジロー・オペラ賞 『祝い歌が流れる夜に』製作・上演関係者
- 1990年（平成2年）紫綬褒章
- 2000年（平成12年）勲四等旭日小綬章

## 著書

### 楽譜
- 解説付 日本歌曲選集(1) 大賀 寛 (著)、昭和音楽大学歌曲研究所 (著) 2005/2/21 全音楽譜出版社 ISBN 978-4117280012
- 解説付 日本歌曲選集(2) 大賀 寛 (著)、昭和音楽大学歌曲研究所 (著) 2005/2/21 全音楽譜出版社 ISBN 978-4117280029
- 解説付 日本歌曲選集(3) 大賀 寛 (著)、昭和音楽大学歌曲研究所 (著) 2005/2/21 全音楽譜出版社 ISBN 978-4117280036
- 教科書にでている童謡・唱歌のふるさと〈1〉1・2年生のうた 大賀 寛 (著) 2006/3/1 岩崎書店
- 教科書にでている童謡・唱歌のふるさと〈2〉3・4年生のうた 大賀 寛 (著)、吉村 温子 (著) 2006/3 岩崎書店
- 教科書にでている童謡・唱歌のふるさと〈3〉5・6年生のうた 大賀 寛 (著)、吉村 温子 (著) 2006/3 岩崎書店

### 書籍
- 美しい日本語を歌う－心を伝える日本語唱法 大賀 寛 (著) 2003/6/1 カワイ出版 ISBN 978-4760940233